# HD190401
HD190401 — хімічно пекулярна зоря спектрального класу A6, що має видиму зоряну величину в смузі V приблизно  7,0.
Вона  розташована на відстані близько 350,7 світлових років від Сонця.